# Laignes
Laignes település Franciaországban, Côte-d’Or megyében. Lakosainak száma 669 fő (2022. január 1.). Laignes Griselles, Balot, Bissey-la-Pierre, Fontaines-les-Sèches, Marcenay, Nesle-et-Massoult, Nicey, Gigny és Sennevoy-le-Bas községekkel határos.

## Népesség
A település népességének változása:
| Lakosok száma | 1073 | 1008 | 904  | 878  | 759  | 734  | 692  | 673  | 664  | 669  |
|               | 1968 | 1982 | 1990 | 2006 | 2013 | 2015 | 2017 | 2019 | 2020 | 2022 |